# Mia Gommers
Maria Francisca Philomena „Mia” Gommers (ur. 26 września 1939 w Stein w prowincji Limburgia) – holenderska lekkoatletka, specjalizująca się w biegach średniodystansowych, brązowa medalistka igrzysk olimpijskich z 1968 r. z Meksyku, w biegu na 800 metrów.

## Finały olimpijskie
- 1968 – Meksyk – brązowy medal

## Inne osiągnięcia
- rekordzistka świata w biegu na 1500 m – od 24/10/1967 do 02/07/1969
- mistrzyni Holandii w biegu na 800 m – 1967, 1969
- mistrzyni Holandii w biegu na 800 m w hali – 1968, 1969
- mistrzyni Holandii w biegu na 1500 m – 1967, 1969
- 1969 – tytuł „Sportsmenki Roku” (hol. Sportvrouw van het Jaar)[1]
- 1969 – Ateny, mistrzostwa Europy – srebrny medal w biegu na 1500 m

## Rekordy życiowe
- bieg na 400 metrów – 55,6 (1968)
- bieg na 800 metrów – 2:02,63 (1968)
- bieg na 1500 metrów – 4:11,9 (1967)
- bieg na milę – 4:36,8 (1969)